# Bianlukou
Bianlukou (kinesiska: 卞路口, 卞路口乡) är en socken i Kina. Den ligger i provinsen Henan, i den centrala delen av landet, omkring 200 kilometer sydost om provinshuvudstaden Zhengzhou. Antalet invånare är 41 177. Befolkningen består av 21 032 kvinnor och 20 145 män. Barn under 15 år utgör 25,0 %, vuxna 15-64 år 66 %, och äldre över 65 år 8,0 %.
Genomsnittlig årsnederbörd är 1 047 millimeter. Den regnigaste månaden är augusti, med i genomsnitt 224 mm nederbörd, och den torraste är januari, med 13 mm nederbörd.